# Brendon Rodney
Brendon Rodney (Toronto, 9 de abril de 1992) é um velocista canadense, campeão olímpico e mundial especialista nos 400 m rasos.
Rodney frequentou a Escola Secundária St. Augustine em Brampton. Nos Jogos da Rio 2016 e em Tóquio 2020, conquistou a medalha de bronze na prova de revezamento 4x100 m. No entanto com a desclassificação da equipe da Grã-Bretanha em 18 de fevereiro de 2022, após o velocista Chijindu Ujah testar positivo para o agente anabólico ostarina e o esteroide S-23, considerados dopantes, a equipe canadense foi elevada a medalha de prata em Tóquio.
No Campeonato Mundial de Atletismo de 2022, em Eugene, EUA, Rodney conseguiu sua primeira medalha de ouro em Mundiais, integrando o 4x100 m junto a Andre De Grasse, Aaron Brown e  Jerome Blake, a mesma equipe de Tóquio, derrotando a equipe norte-americana, os donos da casa, que ficou com a medalha de prata.

Dois anos mais tarde, com a mesma equipe de corredores, o Canadá venceu o revezamento 4x100 m de Paris 2024 e Rodney tornou-se campeão olímpico.